# العاص بن وائل
أبو عمرو العاص بن وائل بن هاشم السهمي القرشي (85 ق هـ - 1 هـ / 540م - 622م) سيد بني سهم من قريش يلتقي نسبه مع النبي محمد ﷺ في كعب بن لؤي، وكان من أعداء الإسلام وهو والد الصحابيين عمرو بن العاص وهشام بن العاص، ومات وله خمس وثمانين عامًا.

## نسبه
- هو: العاص بن وائل بن هاشم بن سعيد بن سهم بن عمرو بن هصيص بن كعب بن لؤي بن غالب بن فهر بن مالك بن النضر بن كنانة بن خزيمة بن مدركة بن إلياس بن مضر بن نزار بن معد بن عدنان.[2]

## أولاده وزوجاته
- عمرو بن العاص (592م - 682م)، أمه: النابغة بنت خزيمة بن الحارث.
- هشام بن العاص، أمه: أم حرملة بنت هشام المخزومية أخت أبي جهل، استشهد يوم اليرموك سنة 15 هـ.

## من حياته
لما علم أن ابنه هشامًا قد أسلم، قام بحبسه وتعذيبه حتى يفخر بين قريش أنه لم يتوانَ عن تعذيب ابنه في سبيل آلهتهم اللات والعزى وهبل وغيرها، وكان كل يوم يجلده بالسياط ويعرض عليه التراجع عن الدين لكن ابنه كان متماسكًا بدينه، وكانت زوجة أخيه عمرو تشفق على ابنه فكانت تأتيه بالطعام والشراب كل يوم حتى هاجر سرًّا إلى الحبشة فأصبح هناك في حماية ومَنَعَة في جوار النجاشي.

### إن شانئك هو الأبتر
- قوله تعالى: ﴿إِنَّ شَانِئَكَ هُوَ الْأَبْتَرُ ۝٣﴾[3] (سورة الكوثر، الآية 3). إن شانئك: عدوك ومبغضك، هو الأبتر: هو الأقل الأذل المنقطع دابره.

نزلت في العاص بن وائل السهمي; وذلك أنه رأى النبي ﷺ يخرج من باب المسجد وهو يدخل فالتقيا عند باب بني سهم وتحدثا وأناس من صناديد قريش جلوس في المسجد فلما دخل العاص قالوا له: «من الذي كنت تتحدث معه؟» قال: «ذلك الأبتر»، يعني بذلك النبي ﷺ، وكان قد توفي ابن لرسول الله ﷺ من خديجة رضي الله عنها.
وذكر محمد بن إسحاق عن يزيد بن رومان قال: " كان العاص بن وائل إذا ذكر رسول الله ﷺ قال: " دعوه فإنه رجل أبتر لا عقب له فإذا هلك انقطع ذكره «، فأنزل الله تعالى هذه السورة».
وقال عكرمة عن ابن عباس: " نزلت في كعب بن الأشرف وجماعة من قريش، وذلك أنه لما قدم كعب مكة قالت له قريش: " نحن أهل السقاية والسدانة وأنت سيد أهل المدينة، فنحن خير أم هذا الصنبور المنبتر من قومه؟ " فقال: " بل أنتم خير منه "، فنزلت: ﴿أَلَمْ تَرَ إِلَى الَّذِينَ أُوتُوا نَصِيبًا مِنَ الْكِتَابِ يُؤْمِنُونَ بِالْجِبْتِ وَالطَّاغُوتِ وَيَقُولُونَ لِلَّذِينَ كَفَرُوا هَؤُلَاءِ أَهْدَى مِنَ الَّذِينَ آمَنُوا سَبِيلًا ۝٥١﴾ (سورة النساء، الآية 51)، ونزل في الذين قالوا إنه أبتر: ﴿إِنَّ شَانِئَكَ هُوَ الْأَبْتَرُ ۝٣﴾ [الكوثر:3] أي المنقطع من كل خير.

### أفرأيت الذي كفر بآياتنا
قال الإمام أحمد بن حنبل: حدثنا أبو معاوية، حدثنا الأعمش، عن مسلم، عن مسروق، عن خباب بن الأَرَتّ قال: كنت رجلًا قَيْنًا، وكان لي على العاص بن وائل دين، فأتيته أتقاضاه، فقال: لا والله لا أقضيك حتى تكفر بمحمد، فقلت لا والله لا أكفر بمحمد ﷺ حتى تموت ثم تبعث، قال: فإني إذا مت ثم بعثت جئتني ولي ثم مال وولد فأعطيتك، فأنزل الله: ﴿أَفَرَأَيْتَ الَّذِي كَفَرَ بِآيَاتِنَا وَقَالَ لَأُوتَيَنَّ مَالًا وَوَلَدًا ۝٧٧ أَطَّلَعَ الْغَيْبَ أَمِ اتَّخَذَ عِنْدَ الرَّحْمَنِ عَهْدًا ۝٧٨ كَلَّا سَنَكْتُبُ مَا يَقُولُ وَنَمُدُّ لَهُ مِنَ الْعَذَابِ مَدًّا ۝٧٩ وَنَرِثُهُ مَا يَقُولُ وَيَأْتِينَا فَرْدًا ۝٨٠﴾ [مريم:77–80].
أخرجه صاحبا الصحيح وغيرهما من غير وجه عن الأعمش به، وفي لفظ البخاري: كنت قَيْنًا بمكة، فعملت للعاص بن وائل سيفًا، فجئت أتقاضاه، فذكر الحديث وقال: أم اتخذ عند الرحمن عهدًا، قال: موثقًا. قال عبد الرزاق: أخبرنا سفيان الثوري، عن الأعمش، عن أبي الضحى، عن مسروق قال: قال خباب بن الأَرَتِّ كنت قّيْنًا بمكة، فكنت أعمل للعاص بن وائل، قال: فاجتمعت لي عليه دراهم، فجئت لأتقاضاه، فقال لي: لا أقضيك حتى تكفر بمحمد، فقلت: لا أكفر بمحمد حتى تموت ثم تبعث، قال: فإذا بعثت كان لي مال وولد، قال: فذكرت ذلك لرسول الله ﷺ فأنزل الله: أفرأيت الذي كفر بآياتنا وقال لأوتين مالًا وولدًا.
قال العوفي عن عبد الله بن عباس: إنَّ رجالًا من أصحاب رسول الله ﷺ كانوا يطلبون العاص بن وائل السهمي بدين، فأتوه يتقاضونه، فقال: ألستم تزعمون أن في الجنة ذهبًا وفضة وحريرًا، ومن كل الثمرات، قالوا: بلى، قال: فإن موعدكم الآخرة، فوالله لأوتين مالًا وولدًا، ولأوتين مثل كتابكم الذي جئتم به، فضرب الله مثله في القرآن فقال: أفرأيت الذي كفر بآياتنا. وهكذا قال مجاهد وقتادة وغيرهم: إنها نزلت في العاص بن وائل.

## قصة وفاته
ذات يوم خرج العاص بن وائل وأبو جهل فتقابلوا في طريقهم مع النبي ﷺ، فأخذا يسخران منه فلم يرد عليهم النبي، فلما صار في خلوة مع ربه رفع يديه إلى السماء قائلًا: «اللهم سلط عليه شوكة من أشواك الأرض»[بحاجة لمصدر]. فما هي إلا مدة وجيزة حتى أصيب في قدمه بشوكة، فتورمت قدميه فأصبح طريح الفراش لا يستطيع القيام، حتى جافت قدمه وأخذت تموت وأخذ الضرر يسري في جسده. فذهب ابنه عمرو إلى الطائف ليأتي بطبيب لكنه مات قبل وصوله.